# Tandonia cristata
Tandonia cristata is een slakkensoort uit de familie van de Milacidae. De wetenschappelijke naam van de soort is voor het eerst geldig gepubliceerd in 1851 door Kaleniczenko.